# Nghệ thuật thị giác

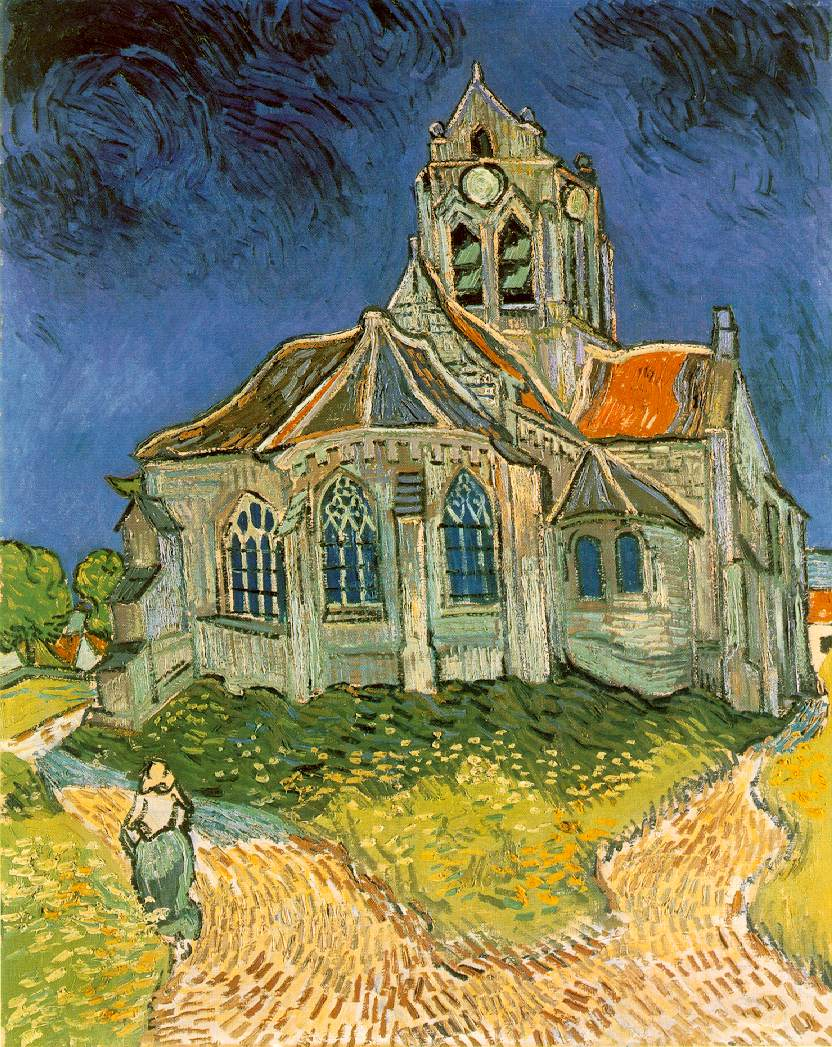
Van Gogh: Church at Auvers (1890)

Nghệ thuật thị giác  hay Nghệ thuật trực quan là một hình thức nghệ thuật tạo ra các sản phẩm bắt nguồn tự nhiên, chủ yếu tác động vào thị giác và tác phẩm mỹ thuật như đồ gốm, ký họa, hội họa, điêu khắc, kiến trúc, đồ họa in ấn và các nghệ thuật thị giác hiện đại (nhiếp ảnh, phim video và làm phim), thiết kế và thủ công mỹ nghệ.